# Giżałki
Giżałki [ɡiˈʐau̯ki] (tiếng Đức: Gissolk)  là một khu định cư ở quận hành chính của Gmina Tychowo, thuộc quận Białogard, West Pomeranian Voivodeship, ở phía tây bắc Ba Lan. Nó nằm khoảng 8 kilômét (5 mi)  phía đông bắc Tychowo, 25 km (16 mi) phía đông Białogard và 132 km (82 mi) về phía đông bắc của thủ đô khu vực Szczecin.
Trước năm 1945, khu vực này là một phần của Đức và được đổi tên thành Eichkamp vào năm 1937. Đối với lịch sử của khu vực, xem Lịch sử của Pomerania.